# Беннингтон (тауншип, Миннесота)
Беннингтон (англ. Bennington) — тауншип в округе Моуэр, Миннесота, США. На 2000 год его население составило 178 человек.

## География
По данным Бюро переписи населения США площадь тауншипа составляет 93,6 км², из которых 93,6 км² занимает суша, водоёмов нет.

## Демография
По данным переписи населения 2000 года здесь находились 178 человек, 64 домохозяйства и 54 семьи. Плотность населения —  1,9 чел./км². На территории тауншипа расположено 66 построек со средней плотностью 0,7 построек на один квадратный километр. Расовый состав населения: 99,44 % белых и 0,56 % приходится на две или более других рас.
Из 64 домохозяйств в 32,8 % воспитывались дети до 18 лет, в 71,9 % проживали супружеские пары, в 9,4 % проживали незамужние женщины и в 14,1 % домохозяйств проживали несемейные люди. 9,4 % домохозяйств состояли из одного человека, при том 1,6 % из — одиноких пожилых людей старше 65 лет. Средний размер домохозяйства — 2,78, а семьи — 3,00 человека.
27,5 % населения — младше 18 лет, 7,9 % — в возрасте от 18 до 24 лет, 31,5 % — от 25 до 44, 20,2 % — от 45 до 64, и 12,9 % — старше 65 лет. Средний возраст — 36 лет. На каждые 100 женщин приходилось 111,9 мужчин. На каждые 100 женщин старше 18 приходилось 104,8 мужчин.
Средний годовой доход домохозяйства составлял 50 833 доллара, а средний годовой доход семьи —  52 083 доллара. Средний доход мужчин —  40 250  долларов, в то время как у женщин — 19 107. Доход на душу населения составил 24 386 долларов. За чертой бедности находились 5,1 % семей и 8,4 % всего населения тауншипа, из которых 18,8 % младше 18 лет.